# 소총
소총(小銃) 또는 라이플(영어: rifle)은 어깨에 견착해서 사용하는, 총열 내부에 나선형의 강선(rifling 라이플링[*])이 파여 있는 화기이다. 
강선으로 인한 요철을 "lands"라 하며, 이 요철의 존재로 인해 사출되는 사출물(소총의 경우 탄알)에 회전이 발생하게 된다. 
사출물이 총열을 떠나는 순간, 회전이 사출물의 자이로 안정성을 유지하여 요동을 막는다. 
이런 점 덕분에 머스킷에서 사용되던 둥근 탄환 대신 뾰족한 탄알을 사용할 수 있게 되었고, 그 결과 라이플의 사정거리와 명중률은 머스킷에 비해 비약적으로 증가했다.
"라이플"이라는 말은 본래 강선만을 가리키는 말이었고, 본래 강선소총은 "라이플드 건"이라고 불렀다. 
강선이 사용된 소총은 전쟁 뿐만 아니라 수렵을 비롯한 여러 상황에서 사용된다.

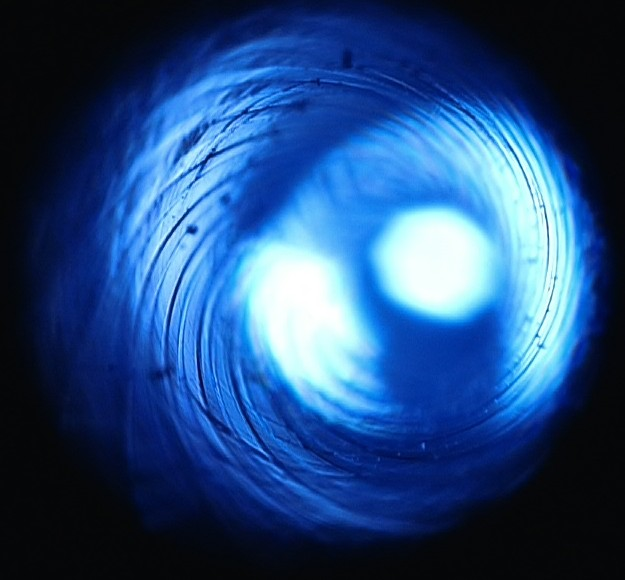
우선(right hand twist) 강선을 가지고 있는 35 구경 레밍턴 소총의 총열

| - 명중률이 높다. - 장탄수가 충분하다. - 양산성이 높다. - 연사력이 뛰어나다. | - 현재 양산되는 소총은 거의 대부분이 가스작동방식을 사용하기 때문에 부품을 자주 교체해 주어야 한다. - 오일이 필요하다. - 억센 반동으로 인해 고장이 잦음. |

## 같이 보기
- 소총 목록
- 탄창
- 탄알(탄환)
- 탄피
- 저격수(스나이퍼)
- 정밀유도화기(en:Precision guided firearm, PGF)
  - 스마트 라이플(smart rifle)
  - 트랙킹포인트(영어판)